# Karl Tobias Fischer
Karl Tobias Fischer (* 18. Januar 1871 in Nürnberg; † 31. Dezember 1953 in München-Solln) war ein deutscher Physiker.

## Leben
Karl Tobias Fischer kam in Nürnberg als Sohn des Schlossermeisters und Maschinenfabrikanten Johann Peter Fischer (1826–1873) und der Christine Elise (1839–1908), Tochter des Kaufmanns und Ökonomen Andreas Herzog, zur Welt.
Fischer studierte zwischen 1889 und 1893 an der Universität und Technischen Hochschule München Mathematik und Physik. Anschließend war er als Assistent bei Walther von Dyck, Leonhard Sohncke und Hermann Ebert angestellt. 1896 erfolgte an der Universität München die Promotion mit der Dissertation Die geringste Dicke von Flüssigkeitshäutchen. Ein Jahr später habilitierte er sich an der Technischen Hochschule München mit der Arbeit Ein neues Barometer. 1903 wurde er zum außerordentlichen Professor ernannt.
Daneben wurde Fischer 1907 Mitglied der bayerischen Normal-Eichungs-Kommission. 1923 wurde ihm die Leitung des Bayerischen Landesamts für Maß und Gewicht übertragen, die er bis 1936 und nach dem Zweiten Weltkrieg noch einmal für zwei Jahre innehatte. Das heutige Landesamt für Maß und Gewicht in München-Nymphenburg, 1927 bis 1930 erbaut, wird als sein Werk angesehen. Er selbst nahm an der Entwicklung der Präzisionsmessung von Gewicht, Zeit und Temperatur maßgebenden Anteil. 1953 wurde Fischer zudem mit der Ehrenmitgliedschaft des deutschen Vereins zur Förderung des mathematischen und naturwissenschaftlichen Unterrichts gewürdigt.
Er war verheiratet mit Valentine, der Tochter des Blumenfabrikanten Ludwig Danzer. Er war der Vater des Chemikers Ernst Otto Fischer. Karl Tobias Fischer starb wenige Wochen vor Vollendung seines 83. Lebensjahres in München-Solln. Er ist auf dem Friedhof Solln beigesetzt.

## Wirken
Karl Tobias Fischers Wirken lässt sich in drei Abschnitte gliedern:
Der erste Abschnitt begann mit seinem Eintreten – im Sinne von Georg Kerschensteiner – für die Förderung des mathematisch-naturwissentlichen Unterrichts. Seine Erfahrungen von Auslandsreisen, 1898/99 England und 1904 USA, zum Studium der dortigen Unterrichtsverhältnisse legte er in einflussreichen Publikationen nieder.
Im zweiten Abschnitt widmete Fischer sich vermehrt der Ausbildung der Physiklehrer an Höheren Schulen, wobei er mit seinem Praktikum und seiner physikalischen Lehrmittelsammlung auf zwei Lehrergenerationen entscheidenden Einfluss nahm. Fischer setzte seine Vorlesungstätigkeit bis ins Jahr 1952 fort.
Der dritte Abschnitt beinhaltete Fischers Forschungstätigkeiten. Dazu war Fischer mit experimentellen Arbeiten aus den Gebieten der Molekularphysik, der Wärmetheorie, der elektrischen und magnetischen Messungen sowie der tiefen Temperaturen beschäftigt.

## Schriften
- Der naturwissenschaftliche Unterricht in England, insbesondere in Physik und Chemie, 1901
- Neuere Versuche zur Mechanik der festen und flüssigen Körper, 1902
- Der naturwissenschaftliche Unterricht, insbesondere bei uns und im Auslande, 1905